# TISPAN
TISPAN (англ. Telecommunications and Internet converged Services and Protocols for Advanced Networking) — основное подразделение ETSI по стандартизации. Специализируется на выделенных сетях и конвергенции Интернета с другими сетями данных. Образовано в 2003 году после слияния других подразделений ETSI — TIPHON (Telecommunications and Internet Protocol Harmonization Over Networks) и SPAN (Services and Protocols for Advanced Networks).
Основные направления работы — NGN и 3GPP.
В 2012 г. TISPAN закрыт, дальнейшая работа ведется в подразделениях NTECH и CYBER. 

## Внешние ссылки
- Официальный сайт TISPAN